# Campoplex pumilio
Campoplex pumilio là một loài tò vò trong họ Ichneumonidae.